# Жињо
Жињо (итал. Gignod) је насеље у Италији у округу Долина Аосте, региону Долина Аосте.
Према процени из 2011. у насељу је живело 412 становника. Насеље се налази на надморској висини од 942 м.

## Становништво
| 1951. | 1961. | 1971. | 1981. | 1991. | 2001. | 2011. |
| ----- | ----- | ----- | ----- | ----- | ----- | ----- |
| 1.180 | 1.005 | 871   | 862   | 991   | 1.256 | 1.692 |